# Sun Air
Sun Air is een Egyptische luchtvaartmaatschappij met haar thuisbasis in Sharm el-Sheikh.

## Geschiedenis
Sun Air is opgericht in 2006 door Orascom Hotels en Ontwikkelingsmaatschappij. In 2006 ging zij samen met Koral Blue waarbij Sun Air binnenlandse bestemmingen aanvloog en Koral Blue de chartervluchten.

## Vloot
De vloot van Sun Air bestaat uit:(mei 2007)
- 3 ATR-72